# X Games
Gli X Games sono una serie di eventi commerciali, con cadenza annuale, incentrati sugli sport estremi, organizzati annualmente a livello internazionale dal network televisivo statunitense ESPN.
Si articolano in una sessione estiva (Summer X Games), che ha luogo ogni anno fin dai First Extreme Games del 1994, e una invernale (Winter X Games), iniziata nel 1997. Tutte le edizioni dei giochi si sono sempre tenute in città statunitensi; dal 2002 i giochi invernali si tengono ad Aspen mentre dal 2003 quelli estivi si tengono a Los Angeles. Da qualche anno si tengono occasionalmente anche edizioni della manifestazione in Europa; di minor rilevanza sono quelle che si disputano in Asia, America Latina e Oceania.

## Evento sportivo

### Attuali competizioni
Di seguito la lista delle discipline sportive comprese negli X-Games suddivise nelle relative competizioni:
- Summer X Games:

Moto
- Moto X Speed & Style
- Moto X Best Whip
- Moto X Best Trick
- Moto X Freestyle
- Moto X Enduro X
- Moto X Step Up
- Moto X Adaptive

Rally
- Rally Car Racing
- Rally Car SuperRally

Skateboarding
- Skateboard Vert
- Skateboard Park
- Skateboard Street
- Skateboard Big Air
- Skateboard Best Trick

BMX
- BMX Freestyle Vert
- BMX Freestyle Park
- BMX Freestyle Street
- BMX Freestyle Big Air

- Winter X Games:

Sci
- Ski Big Air
- Ski Slopestyle
- Ski Superpipe
- Skier X
- Monoski

Snowboard
- Snowboard Big Air
- Snowboard Slopestyle
- Snowboard Superpipe
- Snowboard X
- Snowboard Best Method

Snowmobile
- Snowmobile Freestyle
- Snowmobile Speed & Style
- Snowmobile Best Trick
- Snocross

### Competizioni passate
Alcune discipline sportive e particolari tipi di gara che si sono disputate in passato oggi non fanno più parte degli X Games. Fra queste: Surf, Skysurfing, Aggressive In-Line, Streetluge, Wakeboarding, Bungee jumping, Barefoot jumping, Sport climbing, Bouldering e X-Venture.

## Edizioni

### Summer X Games
| N° | Anno | Edizione            | Luogo                      | Periodo                   |
| -- | ---- | ------------------- | -------------------------- | ------------------------- |
| –  | 1994 | First Extreme Games | Rhode Island               | 1994                      |
| 01 | 1995 | X Games I           | Newport Mount Snow         | 24 giugno – 1 luglio 1995 |
| 02 | 1996 | X Games II          | Newport                    | 1996                      |
| 03 | 1997 | X Games III         | San Diego                  | 20–28 giugno 1997         |
| 04 | 1998 | X Games IV          | San Diego                  | giugno 1998               |
| 05 | 1999 | X Games V           | San Francisco              | 25 giugno – 3 luglio 1999 |
| 06 | 2000 | X Games VI          | San Francisco              | 17–22 agosto 2000         |
| 07 | 2001 | X Games VII         | Filadelfia                 | 17–22 agosto 2001         |
| 08 | 2002 | X Games VIII        | Filadelfia                 | 15–19 agosto 2002         |
| 09 | 2003 | X Games IX          | Los Angeles                | 14–17 agosto 2003         |
| 10 | 2004 | X Games X           | Los Angeles                | 5–8 agosto 2004           |
| 11 | 2005 | X Games XI          | Los Angeles                | 4–7 agosto 2005           |
| 12 | 2006 | X Games XII         | Los Angeles                | 3–6 agosto 2006           |
| 13 | 2007 | X Games XIII        | Los Angeles                | 2–5 agosto 2007           |
| 14 | 2008 | X Games XIV         | Los Angeles                | 31 luglio – 3 agosto 2008 |
| 15 | 2009 | X Games XV          | Los Angeles                | 30 luglio – 2 agosto 2009 |
| 16 | 2010 | X Games XVI         | Los Angeles                | 29 luglio – 1 agosto 2010 |
| 17 | 2011 | X Games XVII        | Los Angeles                | 28–31 luglio 2011         |
| 18 | 2012 | X Games XVIII       | Los Angeles                | 28 giugno – 1 luglio 2012 |
| 19 | 2013 | X Games XIX         | Los Angeles                | 1–4 agosto 2013           |
| 20 | 2014 | X Games XX          | Austin                     | 31 luglio – 3 agosto 2014 |
| 21 | 2015 | X Games XXI         | Austin                     | 30 luglio – 2 agosto 2015 |
| 22 | 2016 | X Games XXII        | Austin                     | 2–5 giugno 2016           |
| 23 | 2017 | X Games XXIII       | Minneapolis                | 13–16 luglio 2017         |
| 24 | 2018 | X Games XXIV        | Minneapolis                | 19–22 luglio 2018         |
| 25 | 2019 | X Games XXV         | Minneapolis                | 1–4 agosto 2019           |
| 26 | 2020 | X Games XXVI        | Minneapolis                | 17–19 luglio 2020         |
| 27 | 2021 | X Games XXVII       | Ramona / Riverside / Vista | 14–18 luglio 2021         |
| 28 | 2022 | X Games XXVIII      | Ramona / Riverside / Vista | 20–24 luglio 2022         |
| 29 | 2023 | X Games XXIX        | Ventura                    | 21-23 luglio 2023         |
| 30 | 2024 | X Games XXX         | Ventura                    | 28-30 giugno 2024         |
| 31 | 2025 | X Games XXXI        | Sacramento                 | 22-24 agosto 2025         |

### Winter X Games
| N° | Anno | Edizione              | Luogo         | Periodo                      |
| -- | ---- | --------------------- | ------------- | ---------------------------- |
| 01 | 1997 | Winter X Games I      | Big Bear Lake | 30 gennaio – 2 febbraio 1997 |
| 02 | 1998 | Winter X Games II     | Crested Butte | 15–18 gennaio 1998           |
| 03 | 1999 | Winter X Games III    | Crested Butte | 1999                         |
| 04 | 2000 | Winter X Games IV     | Mount Snow    | 3–6 febbraio 2000            |
| 05 | 2001 | Winter X Games V      | Mount Snow    | 1–4 febbraio 2001            |
| 06 | 2002 | Winter X Games VI     | Aspen         | 1–5 febbraio 2002            |
| 07 | 2003 | Winter X Games VII    | Aspen         | 30 gennaio – 5 febbraio 2003 |
| 08 | 2004 | Winter X Games VIII   | Aspen         | 22–25 gennaio 2004           |
| 09 | 2005 | Winter X Games IX     | Aspen         | 29 gennaio – 1 febbraio 2005 |
| 10 | 2006 | Winter X Games X      | Aspen         | 26–31 gennaio 2006           |
| 11 | 2007 | Winter X Games XI     | Aspen         | 25–28 gennaio 2007           |
| 12 | 2008 | Winter X Games XII    | Aspen         | 24–27 gennaio 2008           |
| 13 | 2009 | Winter X Games XIII   | Aspen         | 21–25 gennaio 2009           |
| 14 | 2010 | Winter X Games XIV    | Aspen         | 28–31 gennaio 2010           |
| 15 | 2011 | Winter X Games XV     | Aspen         | 27–30 gennaio 2011           |
| 16 | 2012 | Winter X Games XVI    | Aspen         | 26–29 gennaio 2012           |
| 17 | 2013 | Winter X Games XVII   | Aspen         | 24–27 gennaio 2013           |
| 18 | 2014 | Winter X Games XVIII  | Aspen         | 23–26 gennaio 2014           |
| 19 | 2015 | Winter X Games XIX    | Aspen         | 22–25 gennaio 2015           |
| 20 | 2016 | Winter X Games XX     | Aspen         | 28–31 gennaio 2016           |
| 21 | 2017 | Winter X Games XXI    | Aspen         | 26–29 gennaio 2017           |
| 22 | 2018 | Winter X Games XXII   | Aspen         | 25–28 gennaio 2018           |
| 23 | 2019 | Winter X Games XXIII  | Aspen         | 24–27 gennaio 2019           |
| 24 | 2020 | Winter X Games XXIV   | Aspen         | 23–26 gennaio 2020           |
| 25 | 2021 | Winter X Games XXV    | Aspen         | 29–31 gennaio 2021           |
| 26 | 2022 | Winter X Games XXVI   | Aspen         | 21–23 gennaio 2022           |
| 27 | 2023 | Winter X Games XXVII  | Aspen         | 27–29 gennaio 2023           |
| 28 | 2024 | Winter X Games XXVIII | Aspen         | 26–28 gennaio 2024           |
| 29 | 2025 | Winter X Games XXIX   | Aspen         | 23-25 gennaio 2025           |

### Winter X Games Europe
| N° | Anno | Edizione                     | Luogo   | Periodo             |
| -- | ---- | ---------------------------- | ------- | ------------------- |
| 01 | 2010 | Winter X Games Europe I      | Tignes  | 10–12 marzo 2010    |
| 02 | 2011 | Winter X Games Europe II     | Tignes  | 16–18 marzo 2011    |
| 03 | 2012 | Winter X Games Europe III    | Tignes  | 14–16 marzo 2012    |
| 04 | 2013 | Winter X Games Europe IV     | Tignes  | 20–22 marzo 2013    |
| 05 | 2016 | X Games Norvegia 2016        | Oslo    | 24–28 febbraio 2016 |
| 06 | 2017 | Winter X Games Norvegia 2017 | Hafjell | 8–11 marzo 2017     |
| 07 | 2018 | X Games Norvegia 2018        | Fornebu | 18–20 maggio 2018   |
| 08 | 2019 | X Games Norvegia 2019        | Fornebu | 31 agosto 2019      |
| 09 | 2020 | Winter X Games Norvegia 2020 | Hafjell | 7–8 marzo 2020      |

### Summer X Games Europe Tour
| N° | Anno | Edizione                      | Luogo             | Periodo           |
| -- | ---- | ----------------------------- | ----------------- | ----------------- |
| 01 | 2013 | Summer X Games Europe Tour I  | Barcellona        | 16–19 maggio 2013 |
| 02 | 2013 | Summer X Games Europe Tour II | Monaco di Baviera | 27–30 giugno 2013 |

### Summer X Games Asia
| N° | Anno | Edizione                  | Luogo        |
| -- | ---- | ------------------------- | ------------ |
| 01 | 1998 | Summer X Games Asia I     | Phuket       |
| 02 | 1999 | Summer X Games Asia II    | Phuket       |
| 03 | 2000 | Summer X Games Asia III   | Phuket       |
| 04 | 2001 | Summer X Games Asia IV    | Phuket       |
| 05 | 2002 | Summer X Games Asia V     | Kuala Lampur |
| 06 | 2003 | Summer X Games Asia VI    | Kuala Lampur |
| 07 | 2004 | Summer X Games Asia VII   | Kuala Lampur |
| 08 | 2005 | Summer X Games Asia VIII  | Seul         |
| 09 | 2006 | Summer X Games Asia IX    | Kuala Lampur |
| 10 | 2007 | Summer X Games Asia X     | Shanghai     |
| 11 | 2008 | Summer X Games Asia XI    | Shanghai     |
| 12 | 2009 | Summer X Games Asia XII   | Shanghai     |
| 13 | 2010 | Summer X Games Asia XIII  | Shanghai     |
| 14 | 2011 | Summer X Games Asia XIV   | Shanghai     |
| 15 | 2012 | Summer X Games Asia XV    | Shanghai     |
| 16 | 2013 | Summer X Games Asia XVI   | Shanghai     |
| 17 | 2014 | Summer X Games Asia XVII  | Shanghai     |
| 18 | 2015 | Summer X Games Asia XVIII | Shanghai     |
| 19 | 2019 | Summer X Games Asia XIX   | Shanghai     |
| 20 | 2022 | Summer X Games Asia XX    | Chiba        |
| 21 | 2023 | Summer X Games Asia XXI   | Chiba        |
| 22 | 2024 | Summer X Games Asia XXII  | Chiba        |

### Winter X Games Asia
| N° | Anno | Edizione              | Luogo   |
| -- | ---- | --------------------- | ------- |
| 01 | 2020 | Winter X Games Asia I | Chongli |

### Summer X Games America Latina
| N° | Anno | Edizione                          | Luogo             |
| -- | ---- | --------------------------------- | ----------------- |
| 1  | 2007 | Summer X Games America Latina I   | Città del Messico |
| 2  | 2008 | Summer X Games America Latina II  | Città del Messico |
| 3  | 2013 | Summer X Games America Latina III | Foz do Iguaçu     |

### Summer X Games Oceania
| N° | Anno | Edizione                         | Luogo  |
| -- | ---- | -------------------------------- | ------ |
| 1  | 2018 | Summer X Games America Oceania I | Sydney |

## Ricadute economiche
Accanto al consueto medagliere, gli X Games mettono in palio consistenti premi in denaro e hanno una rilevante esposizione mediatica essendo trasmessi in diretta da ESPN e dalla ABC.
Con il tempo X Games è diventato un brand utilizzato per organizzare diversi giochi ed eventi sportivi in tutto il mondo e per produrre alcuni videogiochi ispirati alla competizione, come ESPN X-Games Snowboarding, ESPN X-Games Skateboarding, ESPN Winter X-Games Snowboarding 2002 ed ESPN X Games After Party.

### X Fest
Evento correlato alla competizione è la X Fest, un festival sportivo e musicale che offre musica dal vivo, sessioni di autografi degli atleti e possibilità di interagire con loro nel cosiddetto Interactive village.